# Zacapa
Zacapa er en by i den østlige del af Guatemala, med et indbyggertal (pr. 2002) på cirka 59.000. Byen er hovedstad i et departement af samme navn.
14°58′N 89°32′V / 14.967°N 89.533°V